# Sablayan
Sablayan ist eine philippinische Gemeinde an der Westküste Mindoros, auf halbem Weg zwischen der Süd- und Nordwestspitze.
Der Name stammt von einem alten Visaya-Begriff ab und bedeutet so viel „wo sich die Wellen treffen“. In Segelschiffzeiten war dies ein Ort, den man bei Schlechtwetter aufsuchte. Der Küstenort hat 83.169 Einwohner (Stand 1. August 2015), die hauptsächlich von der Landwirtschaft und dem Fischfang leben. Ein kleiner Frachthafen sorgt zunehmend für Wachstum in der entlegenen Gegend.
Sablayan ist Ausgangspunkt für Fahrten zu der Tauchinsel Pandan Island und dem weltbekannten Apo-Riff. Dadurch hat sich ein kleiner Tourismussektor entwickelt, der allerdings kaum noch zunimmt.
Im Inland liegt der Mount Iglit Baco National Park und an der nordöstlichen Grenze zur Gemeinde Naujan befindet sich der 2582 Meter hohe Mount Halcon. In der Gemeinde befindet sich ein Campus der Polytechnic University of the Philippines.

## Barangays
Sablayan ist politisch in 22 Barangays unterteilt. 
| - Batong Buhay - Buenavista - Burgos - Claudio Salgado - General Emilio Aguinaldo - Ibud - Ilvita - Ligaya - Poblacion (Lumangbayan) - Paetan - Pag-Asa | - San Agustin - San Francisco - San Nicolas - San Vicente - Santa Lucia - Santo Niño - Tagumpay - Victoria - Lagnas - Malisbong - Tuban |